# Schizophyllum kessleri
Schizophyllum kessleri är en mångfotingart som beskrevs av Hans Lohmander 1927. Schizophyllum kessleri ingår i släktet Schizophyllum och familjen kejsardubbelfotingar. Inga underarter finns listade i Catalogue of Life.